# Cal Orcko
Koordinaten: 19° 0′ 23,2″ S, 65° 14′ 10,3″ W

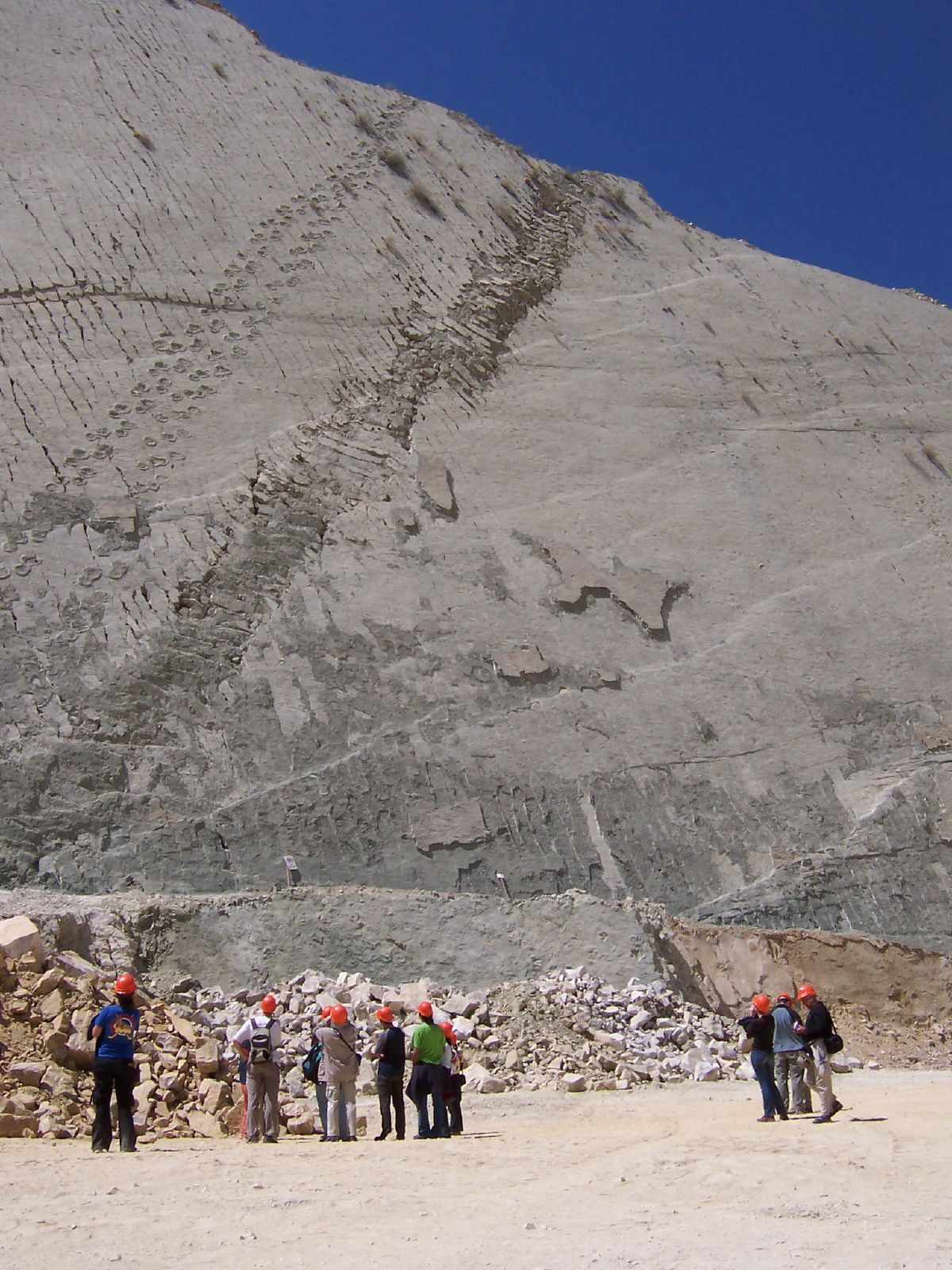
Die von zwei Titanosauriern vor 70 Mio. Jahren hinterlassenen Spuren auf der heute aufgefalteten Ebene

Cal Orcko (aus dem Quechua-Wort Urqu Cal, „Kalkstein-Berg“) nahe Sucre im Departamento Chuquisaca in Bolivien ist ein paläontologisch bedeutsamer Fundort von Dinosaurier-Spuren.
Die einstige Ebene gehörte zum Uferschlamm eines Sees, der den Dinosauriern als Trinkstelle gedient haben könnte, und ist durch Auffaltung vor 13 Mio. Jahren heute auf einer Länge von 1200 m um 73° geneigt und ca. 80 m hoch. Die außerordentlich gut erhaltenen Spuren lassen sich wenigstens 294 Arten zuordnen, die vom Ende der Kreide bis Anfang Tertiär hinterlassen wurden. Es sind Spuren verschiedener Sauropoden (u. a. Titanosaurier), Theropoden und Ankylosaurier wie auch von anderen Reptilien wie Schildkröten und Krokodile identifiziert worden.
Erst 1994 wurden die Abdrücke als Spuren frühgeschichtlicher Fauna erkannt. Das Gelände gehört heute zum Steinbruch einer Zementfabrik. Ein internationales Forscherteam unter Christian Meyer fand 1998 heraus, dass das Gelände einsturzgefährdet ist und suchte nach Möglichkeiten, das Gelände bzw. die Spuren zu stabilisieren. In 2009 kam es nach heftigen Regenfällen dennoch zum Abbruch einer größeren Gesteinsplatte. Im März 2006 eröffnete gegenüber der Fundstätte ein Informationspark zur Kreidezeit, mit dessen Einnahmen man deren Erhalt unterstützen möchte.